# Advocard Rechtsschutzversicherung
Die Advocard Rechtsschutzversicherung AG (lat. advocatus, Der Hinzugerufene, dt. Advokat) ist ein am 14. November 1968 als Volksfürsorge Rechtsschutzversicherung AG gegründeter Rechtsschutzversicherer. Wie auch die Volksfürsorge war sie zum Gründungszeitpunkt in Gewerkschaftsbesitz. Firmensitz ist Hamburg.
1987 wurde sie im Zusammenhang mit der Neue-Heimat-Affäre an die damalige AachenMünchener-Beteiligungsgesellschaft verkauft. Heute ist Advocard ein Teil der Generali Deutschland.
Zu diesem Zeitpunkt wurde auch die hauptsächlich durch die Funk- und Fernsehwerbung mit Manfred Krug bekannte „Advocard“-Rechtsschutzkarte eingeführt. Manfred Krug spielte zum damaligen Zeitpunkt den Rechtsanwalt Robert Liebling in der ARD-Fernsehserie Liebling Kreuzberg. Hieraus entwickelten die Marketingstrategen den Slogan „Advocard ist Anwalts Liebling“.
Aufgrund des Erfolges der Rechtsschutzkarte „Advocard“ wurde das Unternehmen 1990 in Advocard Rechtsschutzversicherung AG umfirmiert. Im selben Jahr bezog die Advocard einen eigenen Neubau am Standort in Hamburg. Inzwischen befindet sich die Advocard zusammen mit anderen Teilen der Generali-Gruppe in einem gemeinsamen Gebäude unweit des Hamburger Hauptbahnhofs.
Seit 2015 veröffentlicht die Advocard zusammen mit der Generali Deutschland AG im zweijährigen Rhythmus "Deutschlands größten Streitatlas". Der Fokus liegt auf Rechtsstreitigkeiten in Deutschland und veranschaulicht Zahlen und Fakten zum Streitverhalten der Deutschen.

## Aktuelle Geschäftszahlen im Überblick (2020)
- Anzahl der mindestens einjährigen Versicherungsbeiträge: 1,4 Millionen
- Mitarbeiter gesamt: 112 und acht Auszubildende
- Eigenkapital nach Gewinnausschüttung: 63,9 Millionen Euro
- Gebuchte Beiträge der Versicherungsnehmer in brutto: 217,3 Millionen Euro[3]